# Tim Hardaway Jr.
Timothy Duane "Tim" Hardaway Jr. (Miami, 16 de março de 1992) é um jogador norte-americano de basquetebol profissional que atualmente joga pelo Denver Nuggets da National Basketball Association (NBA).
Ele jogou basquete universitário pela Universidade de Michigan e foi selecionado pelo New York Knicks como a 24ª escolha no Draft da NBA de 2013. Ele teve duas passagens pelos Knicks e também jogou pelo Atlanta Hawks e pelo Dallas Mavericks. É filho do também ex-jogador de basquete Tim Hardaway. Em 2025, na offseason, ele assinou um contrato de um ano com o Denver Nuggets.

## Carreira no ensino médio
Hardaway é filho de Yolanda e do ex-jogador da NBA, Tim Hardaway. Ele nasceu em Alameda, Califórnia, enquanto seu pai jogava no Golden State Warriors.
Hardaway se formou na Miami Palmetto High School na Flórida. Como calouro, ele jogou futebol americano no ensino médio por um ano antes de se concentrar no basquete. Conforme se concentrava no basquete, ele teve um relacionamento tumultuado com seu pai, que agia como um segundo treinador. Seu primeiro contato de recrutamento para a universidade foi pela Universidade de Michigan, comunicando-se por correio durante seu segundo ano. Após sua terceira temporada, Hardaway começou a treinar com Ed Downs, com quem trabalharia todo verão até se tornar um recruta da NBA. No verão antes de sua última temporada, ele participou do Beilein's Elite Camp em Ann Arbor, Michigan, recebendo uma oferta que ele aceitou. Na época, Hardaway não estava classificado no Rivals.com Top-150 e suas únicas outras ofertas eram de Minnesota e Kansas State. 
Durante sua última temporada, ele teve médias de 31,7 pontos, 7,3 rebotes e 4,0 assistências. Na final do campeonato estadual da Flórida, ele marcou 42 pontos. A ESPN o classificou como o 93º melhor jogador e o 28º melhor ala-armador da classe de 2010. O Scout.com o classificou como o 36º melhor ala-armador de sua classe.

## Carreira universitária

### Temporada de calouro (2010–11)
Hardaway se juntou ao time que tinha acabado de perder Manny Harris, que havia se declarado para o draft da NBA de 2010, e começou sua temporada na escalação inicial da equipe em 13 de novembro contra South Carolina Upstate. Embora Hardaway tenha liderado o time em pontuação em seu primeiro jogo da carreira com 19 pontos, ele logo entrou em uma queda de arremessos que o viu arremessar 4 de 30 em jogos do final de novembro contra Syracuse e UTEP. Esses jogos marcaram o início de uma queda durante a qual ele passou 13 jogos consecutivos sem atingir uma precisão de 50%  e 19 jogos sem exceder esse número.
Hardaway ganhou quatro Prêmios de Calouro da Semana da Big Ten. Ele ganhou seu terceiro prêmio de Calouro da semana da Big Ten, ao se tornar o primeiro calouro de Michigan a marcar 30 pontos em um jogo em oito anos. Seus trinta pontos vieram em uma vitória de 75-72 na prorrogação de 19 de fevereiro sobre Iowa. Ele teve média de 20,1 pontos durante os 7 jogos finais da temporada regular, enquanto o time venceu seis dos seus oito finais, o que lhe permitiu terminar empatado em quarto lugar na classificação da conferência e ganhar uma vaga no Torneio da Big Ten de 2011. Após a temporada, Hardaway foi uma menção honrosa na Equipe da Big Ten pelos treinadores e pela mídia.
Nas semifinais do Torneio da Big Ten de 2011 contra Ohio State, ele estabeleceu o recorde de mais arremessos de três pontos feitos em uma única temporada de Michigan com 74. Na temporada, Hardaway liderou o time em arremessos de três pontos feitos por jogo e porcentagem de lances livres. Ele terminou a temporada com 16 esforços consecutivos de pontuação de dois dígitos.

### Segunda temporada (2011–12)

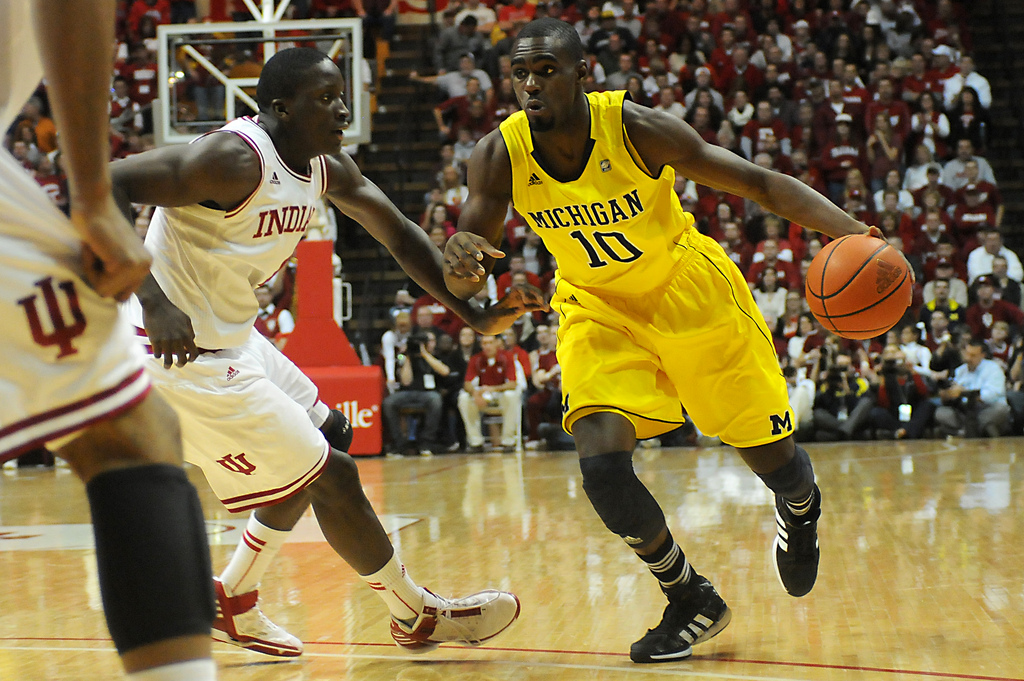
Hardaway contra Victor Oladipo em 2012

Em 29 de dezembro, ele abriu a temporada de basquete da Big Ten Conference de 2011–12 com 26 pontos contra Penn State, apesar de fazer apenas 1 de 7 arremessos de três pontos. Em 8 de janeiro de 2012, ele teve seu segundo duplo-duplo da carreira com 17 pontos e 10 rebotes contra Wisconsin. No início de fevereiro, ele estava em uma profunda queda de arremessos. Ele teve seu segundo duplo-duplo da temporada e o terceiro de sua carreira em 1º de março contra Illinois com 25 pontos e 11 rebotes, o recorde da carreira.
Em seu segundo ano, ele foi selecionado para a Terceira-Equipe da Big Ten de 2011–12 pelos treinadores e pela mídia.

### Última temporada (2012–13)

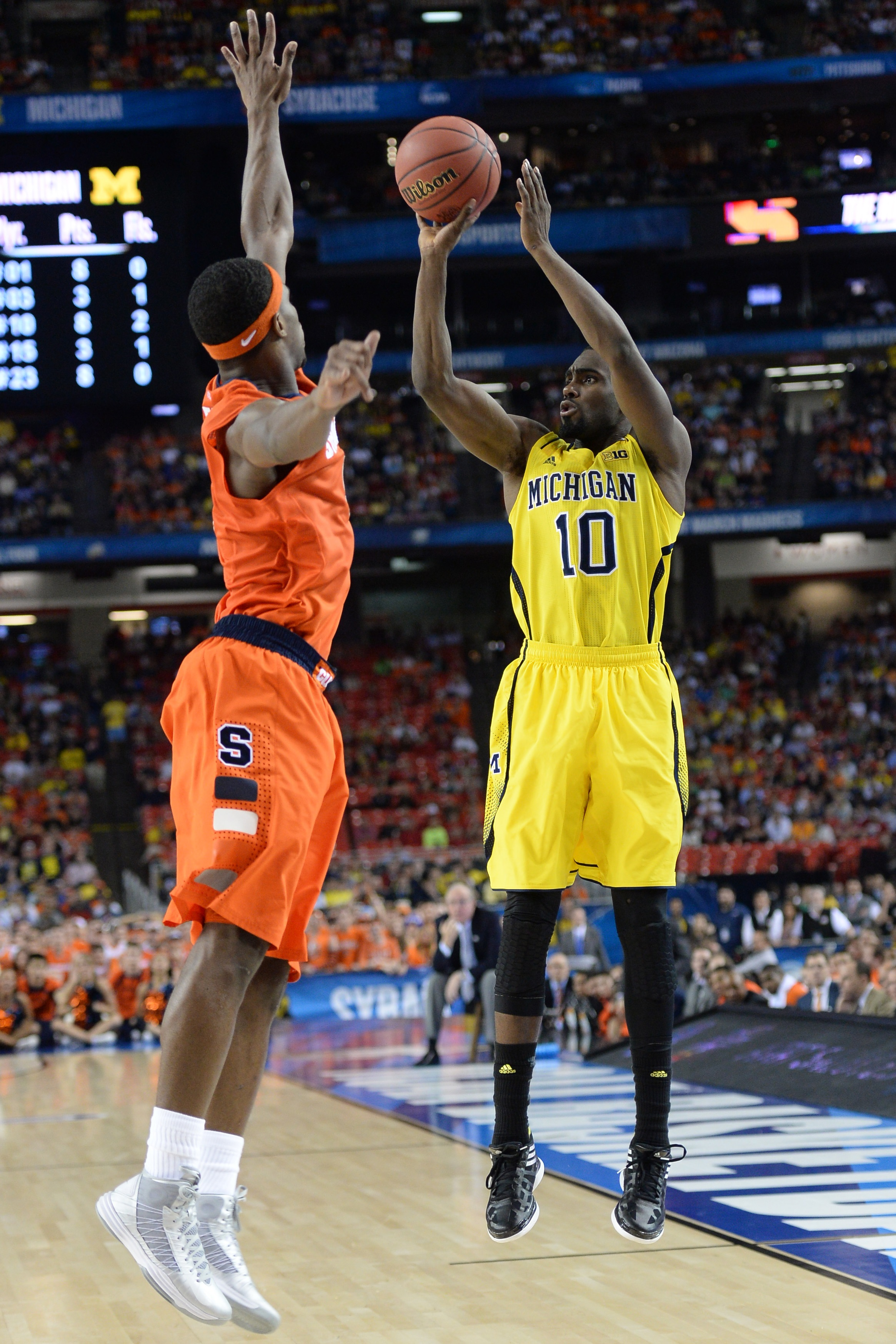
Hardaway contra C. J. Fair em 2013

Hardaway começou a temporada com um duplo-duplo marcando 25 pontos e 10 rebotes. Seu quarto duplo-duplo da carreira lhe rendeu seu segundo prêmio de Jogador da Semana da Big Ten. Hardaway ganhou o prêmio de MVP do NIT Season Tip-Off com 39 pontos na semifinal de 21 de novembro e na final de 23 de novembro contra Pittsburgh e Kansas State, respectivamente.
Hardaway sofreu uma lesão no tornozelo que o fez perder o jogo de 29 de dezembro contra Central Michigan e que quebrou sua sequência de 81 jogos consecutivos. No jogo subsequente em 3 de janeiro, ele retornou à escalação para a abertura da temporada da Big Ten de 2012–13 contra Northwestern com 21 pontos e quatro assistências em uma vitória de 94–66. Dois jogos depois, registrou 15 pontos e 11 rebotes, empatando o recorde da carreira, em seu quinto duplo-duplo da carreira. Em 17 de janeiro, Michigan derrotou Minnesota e Hardaway ganhou um segundo prêmio de Jogador da Semana da Big Ten após uma performance de 21 pontos, 5 rebotes, 3 assistências, 3 roubos de bola e 2 bloqueios.
No Torneio da NCAA de 2013, Michigan derrotou South Dakota State por 71–56 com Hardaway marcando 21 pontos. A 27ª vitória da temporada deu ao time seu maior número de vitórias em 20 anos e igualou o recorde da carreira do técnico John Beilein. Na semifinal nacional de 6 de abril contra Syracuse, Hardaway contribuiu com 13 pontos, 6 rebotes e 5 assistências, o recorde da equipe. Duas noites depois, Michigan perdeu na final do Torneio da NCAA para Louisville por 82-76 com Hardaway contribuindo com 12 pontos, 5 rebotes e 4 assistências.
Em 17 de abril, Hardaway se declarou para o draft da NBA da 2013.

## Carreira profissional

### New York Knicks (2013–2015)
Hardaway foi selecionado pelo New York Knicks como a 24º escolha geral no draft da NBA de 2013. Trey Burke e Hardaway se tornaram a primeira dupla da Universidade de Michigan selecionada na primeira rodada desde Juwan Howard e Jalen Rose no draft da NBA de 1994. Hardaway se juntou ao pai (14º no draft da NBA de 1989) como uma seleção de primeira rodada.
Em 8 de julho, os Knicks anunciaram que Hardaway assinou um contrato de quatro anos e US$ 6,1 milhões. Ele fez sua estreia na temporada regular na abertura da temporada de 2013–14 em 30 de outubro em casa contra o Milwaukee Bucks e registrou 5 pontos e 2 assistências durante 15 minutos de jogo. Em seu segundo jogo, em 31 de outubro contra o Chicago Bulls, ele jogou 27 minutos e teve 10 pontos e 3 rebotes. Em 1º de dezembro contra o New Orleans Pelicans, Hardaway teve 21 pontos, recorde da carreira. Quando Kenyon Martin ficou de fora contra o Boston Celtics em 8 de dezembro, Hardaway ganhou sua primeira partida como titular na NBA. Com Carmelo Anthony e Raymond Felton de fora do jogo de Natal contra o Oklahoma City Thunder, Hardaway igualou seu recorde da carreira com 21 pontos. Em 30 de janeiro de 2014, ele estabeleceu um novo recorde da carreira com 29 pontos contra o Cleveland Cavaliers. Hardaway terminou em quinto na votação do Prêmio de Novato do Ano da NBA. Ele também foi selecionado para a Primeira-Equipe de Novatos.
Em 24 de janeiro de 2015, Hardaway registrou 25 pontos, o recorde da temporada, junto com 6 rebotes e 5 assistências contra o Charlotte Hornets. Depois de jogar dois minutos contra o Phoenix Suns, Hardaway machucou o pulso em 15 de março. Ele então perdeu os próximos 9 jogos antes de retornar em 3 de abril contra o Washington Wizards. Ele novamente marcou 25 pontos no último jogo da temporada em 15 de abril contra o Detroit Pistons.

### Atlanta Hawks (2015–2017)

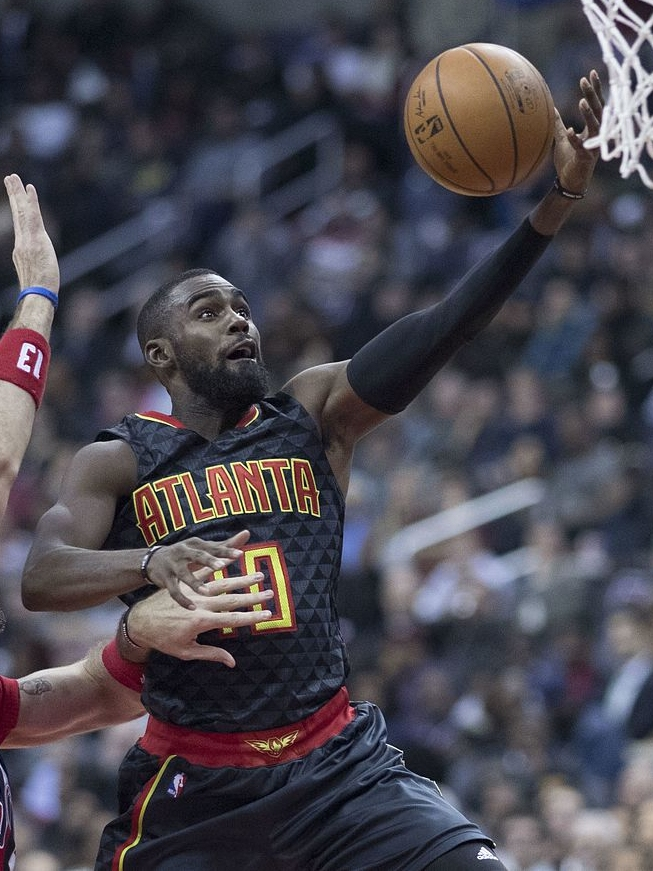
Hardaway Jr. com os Hawks em 2017.

Em 25 de junho de 2015, Hardaway foi negociado com o Atlanta Hawks em troca de Jerian Grant. Hardaway não estreou com os Hawks até 24 de novembro contra o Boston Celtics no 16º jogo do time.
Em 3 de dezembro de 2015, usando a regra de atribuição flexível, os Hawks designaram Hardaway para o Canton Charge, o afiliado do Cleveland Cavaliers na D-League. Três dias depois, ele foi chamado de volta pelos Hawks. Em 28 de dezembro, novamente usando a regra de atribuição flexível, ele foi designado desta vez para o Austin Spurs, o afiliado do San Antonio Spurs. Em 3 de janeiro de 2016, ele foi chamado de volta pelos Hawks. Dois dias depois, ele jogou em seu primeiro jogo pelo time desde 28 de novembro, marcando três pontos em 12 minutos em uma derrota por 107–101 para o New York Knicks.
Em 17 de março de 2016, Hardaway fez sua primeira partida como titular pelo Atlanta contra o Denver Nuggets. Ele registrou 21 pontos, sete rebotes, quatro assistências e um roubo de bola em 29 minutos.
Na abertura da temporada de 2016-17 dos Hawks em 27 de outubro de 2016, Hardaway marcou 21 pontos saindo do banco em uma vitória de 114–99 sobre o Washington Wizards. Em 1º de janeiro de 2017, ele igualou seu recorde de carreira com 29 pontos, incluindo uma cesta de três pontos com 3,3 segundos restantes no tempo regulamentar, nove pontos na prorrogação e o lance livre decisivo com 10,8 segundos restantes na prorrogação, para ajudar os Hawks a derrotar o San Antonio Spurs por 114–112. Em 2 de fevereiro, Hardaway contribuiu com 33 pontos, recorde de sua carreira, e ajudou seu time a virar o jogo contra o Houston Rockets. Em 3 de março, ele marcou nove cestas de três pontos e marcou 36 pontos, recorde de sua carreira, em uma derrota por 135–130 para o Cleveland Cavaliers. Em 9 de abril, Hardaway teve 21 pontos e 9 rebotes, recorde de sua carreira, contra os Cavaliers, como parte de uma semana em que ele teve média de 22 pontos em uma semana de 3–0 para os Hawks.

### Retorno a Nova York (2017–2019)

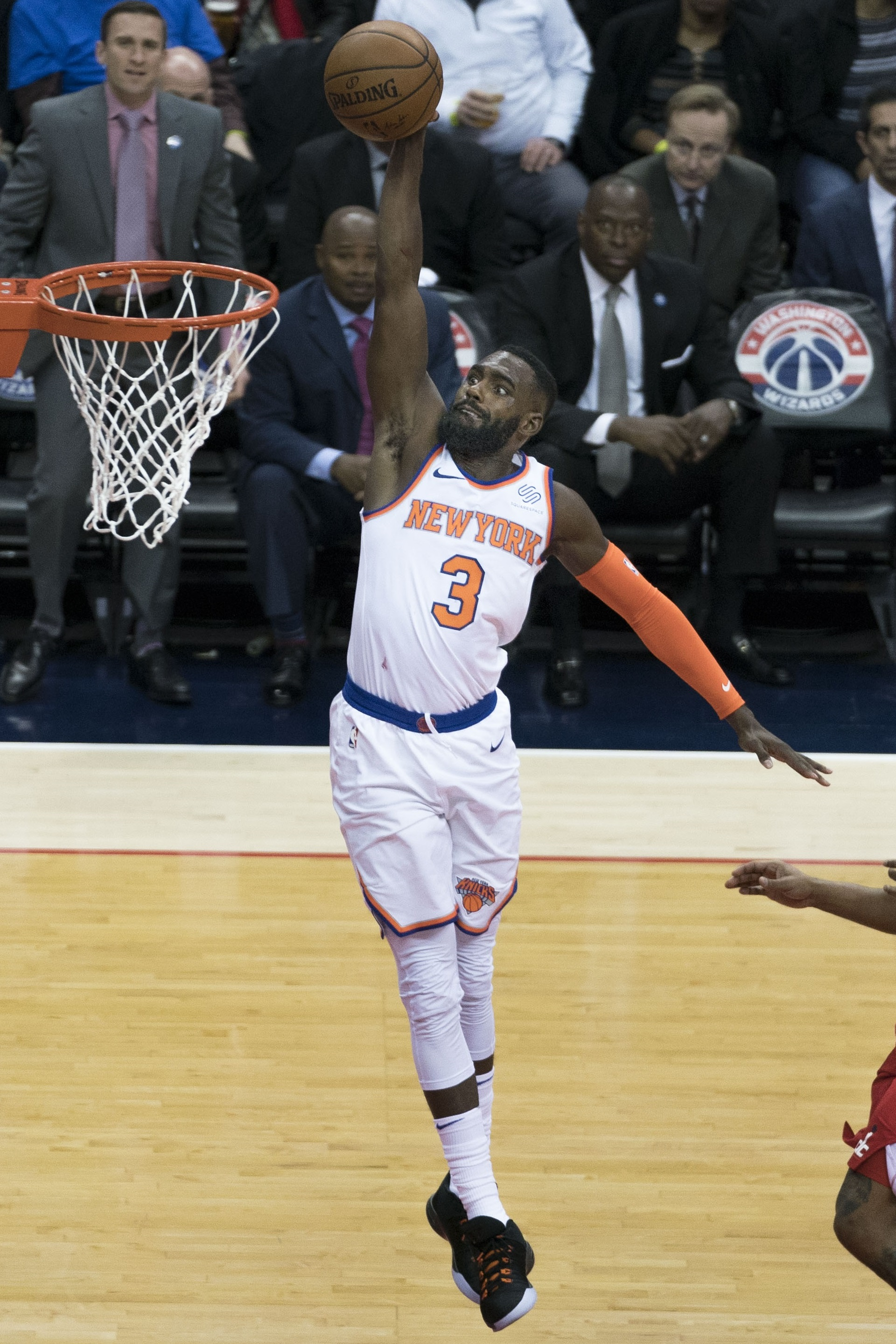
Hardaway com os Knicks em 2018.

Após a temporada de 2016–17, os Hawks ofereceram a Hardaway uma oferta qualificada, tornando-o um agente livre restrito. Em 6 de julho de 2017, Hardaway recebeu uma oferta de quatro anos e US$ 71 milhões dos Knicks. Os Hawks se recusaram a igualar a oferta e Hardaway assinou com os Knicks em 8 de julho.
Em 8 de novembro, com Kristaps Porziņģis afastado, Hardaway registrou seu primeiro duplo-duplo na carreira na NBA com 26 pontos e 11 rebotes contra o Orlando Magic. Em 22 de novembro, ele marcou 38 pontos, o recorde da sua carreira, em uma vitória de 108–100 sobre o Toronto Raptors. Em 5 de dezembro, ele foi descartado por pelo menos duas semanas com uma lesão por estresse na perna esquerda e retornou após perder 20 jogos em 12 de janeiro. Ele marcou 16 pontos em 25 minutos saindo do banco em uma derrota por 118–108 para o Minnesota Timberwolves. Em 23 de março, ele marcou 39 pontos, o recorde da sua carreira, em uma derrota por 108–104 para os Timberwolves.
Na abertura da temporada de 2018-19 dos Knicks em 17 de outubro de 2018, Hardaway marcou 31 pontos em uma vitória por 126–107 sobre o Atlanta Hawks. Em 29 de outubro, ele teve 25 pontos e oito assistências em uma vitória por 115–96 sobre o Brooklyn Nets. Em 31 de outubro, ele marcou 37 pontos em uma derrota por 107–101 para o Indiana Pacers.

### Dallas Mavericks (2019–2024)
Em 31 de janeiro de 2019, Hardaway foi negociado, junto com Trey Burke, Courtney Lee e Kristaps Porziņģis, para o Dallas Mavericks em troca de DeAndre Jordan, Wesley Matthews, Dennis Smith Jr. e duas futuras escolhas de primeira rodada do draft. Depois de ter média de 15,5 pontos em 19 jogos pelos Mavericks, ele ficou afastado dos últimos 11 jogos da temporada com uma fratura por estresse na perna que exigiu cirurgia.
Em 20 de novembro de 2019, Hardaway foi inserido na escalação inicial pela primeira vez naquela temporada, marcando 20 pontos em uma vitória de 142–94 contra o Golden State Warriors. Em 8 de dezembro de 2019, ele fez 9 cestas de três pontos, o recorde da carreira, em uma derrota de 110–106 para o Sacramento Kings. Hardaway terminou a temporada regular com 204 cestas de três pontos, o recorde da carreira, o 7º maior número na NBA.
Em 19 de novembro de 2020, após a conclusão da temporada de 2019-20, Hardaway exerceu sua opção contratual de permanecer com os Mavericks. Após a temporada de 2020-21, Hardaway terminou em 5º na votação para o Prêmio de Sexto Homem do Ano. Em 30 de abril de 2021, com Luka Dončić e Dorian Finney-Smith afastados, Hardaway registrou seus 42 pontos, o recorde da carreira, contra o Detroit Pistons. Em 4 de maio de 2021, contra o Miami Heat, Hardaway teve 10-18 nas cestas de três pontos e empatou com George McCloud (16 de dezembro de 1995) e Wesley Matthews (6 de dezembro de 2015) no recorde da franquia de mais arremessos de três pontos em um único jogo dos Mavericks. Com seus 207 arremessos de três pontos feitos, ele se tornou não apenas o primeiro jogador dos Mavericks com temporadas consecutivas de mais de 200 arremessos de três pontos, mas o primeiro com várias temporadas de mais de 200 arremessos de três pontos.
Em 9 de agosto de 2021, Hardaway renovou seu contrato por 4 anos e US$75 milhões com os Mavericks. Em 1º de fevereiro de 2022, ele passou por uma cirurgia no quinto metatarso do pé esquerdo e foi descartado indefinidamente. Com seus 212 arremessos de três pontos feitos na temporada de 2022–23 marcou sua terceira temporada com mais de 200 arremessos de três pontos. Ele continua sendo o único jogador dos Mavericks com várias temporadas com mais de 200 arremessos de três pontos.
Em 18 de dezembro de 2023, Hardaway fez dois arremessos de três pontos para passar seu pai e ficar em 44º lugar na lista de todos os tempos. Hardaway chegou às Finais da NBA de 2024, onde os Mavericks perderam para o Boston Celtics em cinco jogos. No jogo 4 da série, Hardaway estabeleceu um recorde da franquia de mais arremessos de três pontos feitos em um jogo das Finais da NBA com 5. Todos os seus arremessos foram no quarto período, empatando-o com Ray Allen e Kenny Smith em segundo lugar, atrás de Steph Curry, como jogador com mais cestas de três pontos em um único período na história das finais da NBA.

### Detroit Pistons (2024–Presente)
Em 6 de julho de 2024, Hardaway foi negociado, junto com três futuras escolhas de segunda rodada, para o Detroit Pistons em troca de Quentin Grimes.

## Vida pessoal
Hardaway é filho de Yolanda e do ex-jogador da NBA, Tim Hardaway. Ele nasceu em Alameda, Califórnia, enquanto seu pai jogava no Golden State Warriors.
Ele tem uma irmã chamada Nia. Durante a temporada de 2012–13, Hardaway homenageou amigos falecidos em seu tênis esquerdo e familiares falecidos em seu tênis direito.

## Estatísticas na carreira

### NBA

#### Temporada Regular
| Ano      | Equipe   | PJ  | PT  | MPJ  | AP   | 3P   | LL   | RT  | AS  | BR  | TO | PPJ  |
| -------- | -------- | --- | --- | ---- | ---- | ---- | ---- | --- | --- | --- | -- | ---- |
| 2013–14  | New York | 81  | 1   | 23.2 | .428 | .363 | .828 | 1.5 | .8  | .5  | .1 | 10.2 |
| 2014–15  | New York | 70  | 30  | 24.0 | .389 | .342 | .801 | 2.2 | 1.8 | .3  | .2 | 11.5 |
| 2015–16  | Atlanta  | 51  | 1   | 16.9 | .430 | .338 | .893 | 1.7 | 1.0 | .4  | .1 | 6.4  |
| 2016–17  | Atlanta  | 79  | 30  | 27.3 | .455 | .357 | .766 | 2.8 | 2.3 | .7  | .2 | 14.5 |
| 2017–18  | New York | 57  | 54  | 33.1 | .421 | .317 | .816 | 3.9 | 2.7 | 1.1 | .2 | 17.5 |
| 2018–19  | New York | 46  | 46  | 32.6 | .388 | .347 | .854 | 3.5 | 2.7 | .9  | .1 | 19.1 |
| 2018–19  | Dallas   | 19  | 17  | 29.3 | .404 | .321 | .767 | 3.2 | 1.9 | .6  | .1 | 15.5 |
| 2019–20  | Dallas   | 71  | 58  | 29.5 | .434 | .398 | .819 | 3.3 | 1.9 | .6  | .1 | 15.8 |
| 2020–21  | Dallas   | 70  | 31  | 28.4 | .447 | .391 | .816 | 3.3 | 1.8 | .4  | .2 | 16.6 |
| 2021–22  | Dallas   | 42  | 20  | 29.6 | .394 | .336 | .757 | 3.7 | 2.2 | .9  | .1 | 14.2 |
| 2022–23  | Dallas   | 71  | 45  | 30.3 | .401 | .385 | .770 | 3.5 | 1.8 | .7  | .2 | 14.4 |
| 2023–24  | Dallas   | 79  | 12  | 26.8 | .402 | .353 | .852 | 3.2 | 1.8 | .5  | .1 | 14.4 |
| Carreira | Carreira | 736 | 345 | 27.5 | .416 | .354 | .811 | 2.9 | 1.8 | .6  | .1 | 14.1 |

#### Playoffs
| Ano      | Equipe   | PJ | PT | MPJ  | AP   | 3P   | LL   | RT  | AS  | BR | TO | PPJ  |
| -------- | -------- | -- | -- | ---- | ---- | ---- | ---- | --- | --- | -- | -- | ---- |
| 2016     | Atlanta  | 9  | 0  | 9.7  | .269 | .143 | .667 | 1.0 | .8  | .0 | .1 | 2.2  |
| 2017     | Atlanta  | 6  | 6  | 33.3 | .329 | .262 | .632 | 2.7 | 1.2 | .5 | .0 | 12.8 |
| 2020     | Dallas   | 6  | 6  | 34.0 | .421 | .352 | .727 | 3.5 | 1.8 | .3 | .0 | 17.8 |
| 2021     | Dallas   | 7  | 7  | 37.4 | .416 | .404 | .750 | 3.3 | 1.4 | .4 | .0 | 17.0 |
| 2024     | Dallas   | 14 | 0  | 12.7 | .379 | .351 | .500 | 1.8 | .4  | .4 | .1 | 4.4  |
| Carreira | Carreira | 42 | 19 | 25.4 | .362 | .302 | .655 | 2.4 | 1.1 | .3 | .0 | 10.8 |

### Universitário
| Ano      | Equipe   | PJ  | PT  | MPJ  | AP   | 3P   | LL   | RT  | AS  | BR  | TO | PPJ  |
| -------- | -------- | --- | --- | ---- | ---- | ---- | ---- | --- | --- | --- | -- | ---- |
| 2010–11  | Michigan | 35  | 35  | 30.7 | .420 | .367 | .765 | 3.8 | 1.7 | 1.0 | .1 | 13.9 |
| 2011–12  | Michigan | 34  | 34  | 34.2 | .418 | .283 | .715 | 3.8 | 2.1 | .5  | .3 | 14.6 |
| 2012–13  | Michigan | 38  | 38  | 34.8 | .437 | .374 | .694 | 4.7 | 2.4 | .7  | .4 | 14.5 |
| Carreira | Carreira | 107 | 107 | 33.2 | .425 | .341 | .724 | 4.1 | 2.0 | .7  | .2 | 14.3 |

Fonte: